# Eat at Whitey’s
Az Eat at Whitey's Everlast amerikai rapper és énekes harmadik stúdióalbuma. 2000. október 17-én adta ki a Tommy Boy Records és a Warner Bros. Records CD és Vinyl (DoLP) formátumban.

## A számok listája
1. Whitey
2. Black Jesus
3. I Can't Move
4. Black Coffee feat. Merry Clayton
5. Babylon Feeling feat. Carlos Santana
6. Deadly Assassins feat. B-Real
7. Children's Story feat. Rahzel
8. Love For Real feat. N'Dea Davenport
9. One And The Same feat. N'Dea Davenport
10. We're All Gonna Die feat. Cee-Lo
11. Mercy On My Soul
12. One, Two feat. Kurupt
13. Graves To Dig

Az Everlast további albumai:
- White Trash Beautiful (2004)
- Whitey Ford Sings The Blues (1998)
- Forever Everlasting (1990)